# Idea clara
Idea clara är en fjärilsart som beskrevs av Butler 1867. Idea clara ingår i släktet Idea och familjen praktfjärilar. Inga underarter finns listade i Catalogue of Life.